# Стадион под Бијелим Бријегом
Стадион под Бијелим Бријегом (службени назив: Стадион ХШК Зрињски) је вишенаменски стадион у херцеговачком граду Мостару. Изграђен је 1958. године. Стадион има атлетску стазу и расвету, тако да на њему могу да се играју и ноћне утакмице па могу да се одржавају атлетска такмичења. Има капацитет од 9.000 седећих места, од тога 800 наткривених. Прије постављања столица могао је да прими 25.000 гледалаца. Стадион има две трибине западну (горњу и доњу) и источну (стајање).

## Галерија
- Западна трибина (горња и доња)
- Доња западна трибина
- Травњак и источна трибина (Стајање)
- Зграда управе клуба